# 2010년 칸 영화제
제63회 칸 영화제는 2010년 5월 12일부터 5월 23일까지 프랑스 칸에서 개최되었다. 황금종려상은 아피찻퐁 위라세타쿤 감독의 타이 영화 《엉클 분미》가 수상하였다. 미국의 영화 감독 팀 버튼이 경쟁 부문 심사위원장을 맡았으며 그 외에도 케이트 베킨세일, 에마뉘엘 카레르, 베니치오 델 토로, 알렉상드르 데스플라 등 배우, 영화 각본가, 작곡가 등이 경쟁 부문 심사위원으로 참가하였다.
리들리 스콧 감독의 영화 《로빈 후드》로 영화제가 시작되었으며, 줄리 베르투첼리 감독의 《더 트리》로 영화제가 폐막하였다.

## 수상

### 공식부문
경쟁부문

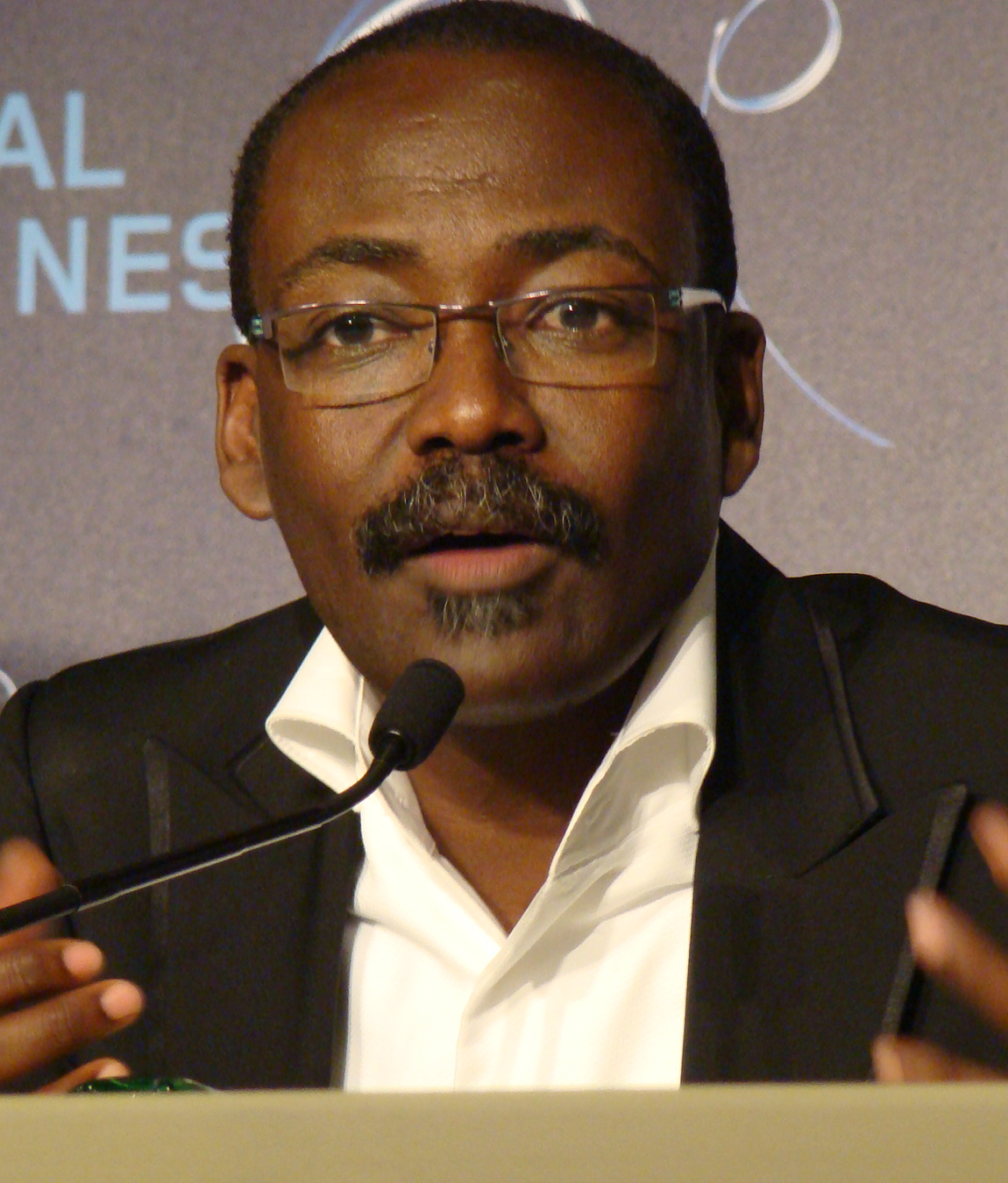
《울부짖는 남자》로 심사위원상을 수상한 무함마드 살레 아룬

- 황금종려상 - 《엉클 분미》 아피찻퐁 위라세타쿤
- 그랑프리 - 《신과 인간》 그자비에 보부아
- 감독상 - 마티외 아말리크 《온 투어》
- 각본상 - 이창동 《시》
- 여자배우상 - 쥘리에트 비노슈 《사랑을 카피하다》
- 남자배우상
  - 하비에르 바르뎀 《비우티풀》
  - 엘리오 게르마노 《라 노스트라 비타》
- 심사위원상 - 《울부짖는 남자》 - 무함마드 살레 아룬

주목할 만한 시선
- 주목할 만한 시선상 - 《하하하》 홍상수
- 주목할 만한 시선 심사위원상 - 《10월》 다니엘 베가, 디에고 베가